# فن‌ساب

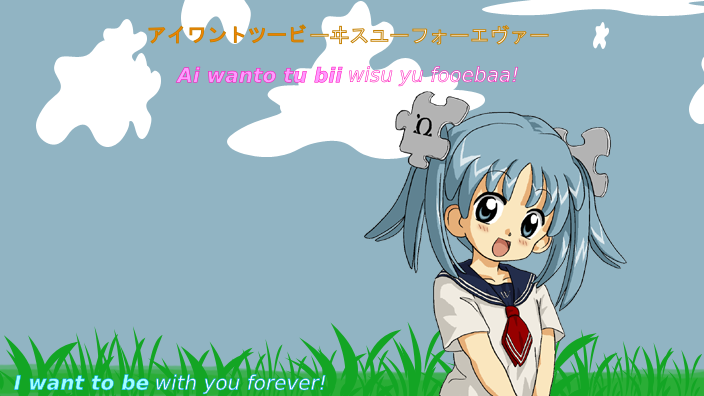
تصویری از یک نمونهٔ فن‌ساب، برای یک ترانهٔ آغازین. به استفاده از کاتاکانا، روماجی و انگلیسی و رنگ‌های متنوع دقت کنید. مشابه کارائوکه، متن ترانه‌ای که در آن لحظه در حال خوانده‌شدن است در هر کدام از زبان‌های مربوطه، ضخیم شده است.

یک فن‌ساب (به انگلیسی: fansub) (مخخف fan-subtitled به معنی زیرنویس‌شده توسط هواداران)، نسخه‌ای از یک فیلم خارجی یا یک برنامهٔ تلویزیونی خارجی است که توسط هواداران آن فیلم ترجمه، و به زبانی غیر از زبان اصلی فیلم زیرنویس شده است.

## تاریخچه
پیدایش فن‌ساب‌ها به رشد یکبارهٔ انیمه‌ها در دههٔ ۱۹۸۰ میلادی در ژاپن برمی‌گردد. در آن زمان محصولات اندکی اجازهٔ توزیع در خارج از ژاپن را دریافت کردند. این امر تهیهٔ عناوین انیمهٔ جدید را برای دوست‌داران آن‌ها دشوار ساخت. بعضی هواداران، که عموماً به زبان ژاپنی تسلط داشتند، به تهیهٔ نسخه‌های آماتوری زیرنویس‌شدهٔ برنامه‌های انیمه‌ای پرداختند تا بتوانند آن‌ها را با هوادارانشان که زبان ژاپنی را متوجه نمی‌شدند به اشتراک گذارند.